# Hans Fischinger
Hans Fischinger (* 15. September 1909 in Gelnhausen; † nach 20. August 1944 in Serbien (vermisst)) war ein deutscher Filmregisseur. Der Bruder von Oskar Fischinger unterstützte diesen bei zahlreichen Projekten. Als Oskar 1936 nach Amerika ging, verfolgte Hans eigene Projekte.

## Leben
Für seinen 1939 uraufgeführten abstrakten Animationsfilm Tanz der Farben verwendete er Musik von Amilcare Ponchiellis La danza delle ore. Fischinger äußerte zu dem Film: „Der Mensch muss musikalisch sehen lernen.“ Tanz der Farben wurde im Gasparcolor-Verfahren produziert und im Hamburger Waterloo Theater am 27. Februar 1939 uraufgeführt. Der Hauptfilm, der dort lief, war Schlußakkord mit Willy Birgel. Hans Fischingers Farblichtkonzert war der letzte abstrakte Film, der im Dritten Reich vorgeführt wurde. Die Filmprüfstelle charakterisierte den Film folgendermaßen: „Der Film zeigt ein Spiel von Farben und Formen, die ohne einen darstellenden Inhalt sich nach der Musik bewegen.“ Besprochen wurde der Film von Georg Anschütz im Film-Kurier in dem Artikel Von Pater Castel bis Hans Fischinger – Zur Geschichte des ungegenständlichen Tonfilms.